# Zygmunt Gloger
Pour les articles homonymes, voir Gloger.
Zygmunt Gloger (né le 3 novembre 1845 à Kamianets-Podilskyï, Empire russe, aujourd'hui en Ukraine; mort le 16 août 1910  à Varsovie, Empire russe, aujourd'hui en Pologne) est un historien, archéologue, géographe et ethnologue polonais.

## Biographie
Influencé par Julian Bartoszewicz (en), Józef Ignacy Krasicki, Wincenty Pol et Oskar Kolberg, Zygmunt Gloger voyage à travers la Pologne et la Lituanie. Il est un fondateur du Polskie Towarzystwo Krajoznawcze (pl), précurseur du PTTK (en) actuel (une organisation touristique polonaise).
Son œuvre majeure est la Encyklopedia staropolska ilustrowana, considérée aujourd'hui encore comme un livre important sur la république des Deux Nations.

## Quelques illustrations de l'Encyklopedia staropolska ilustrowana

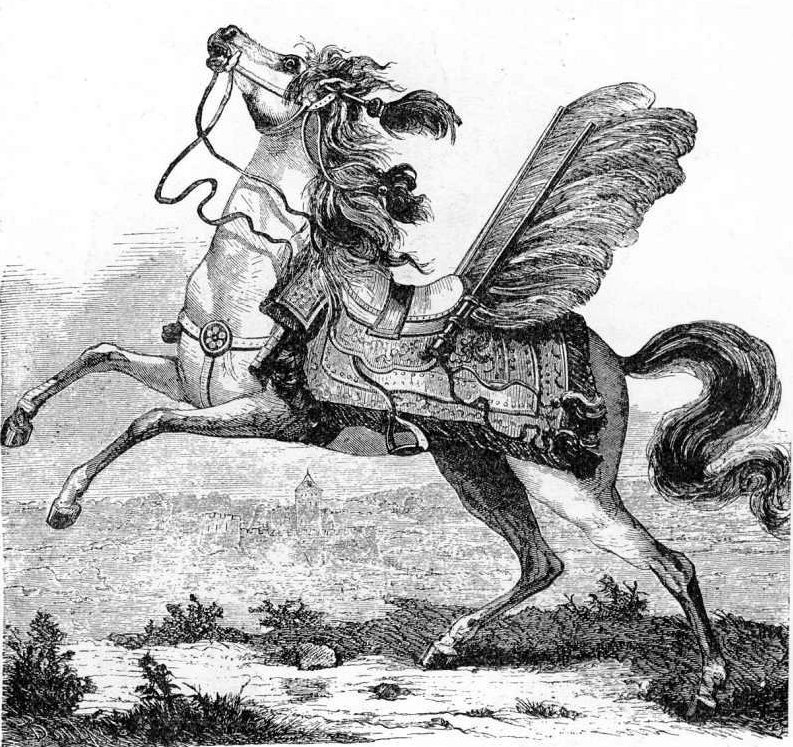
Cheval de hussard.
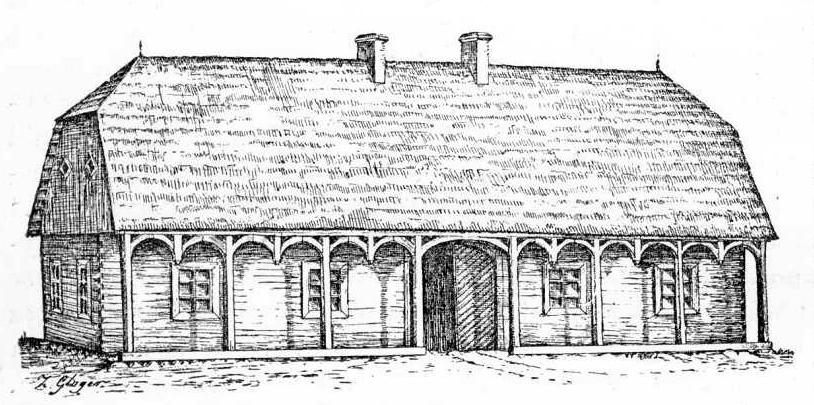
Une auberge du XVIIIe siècle à Osowiec
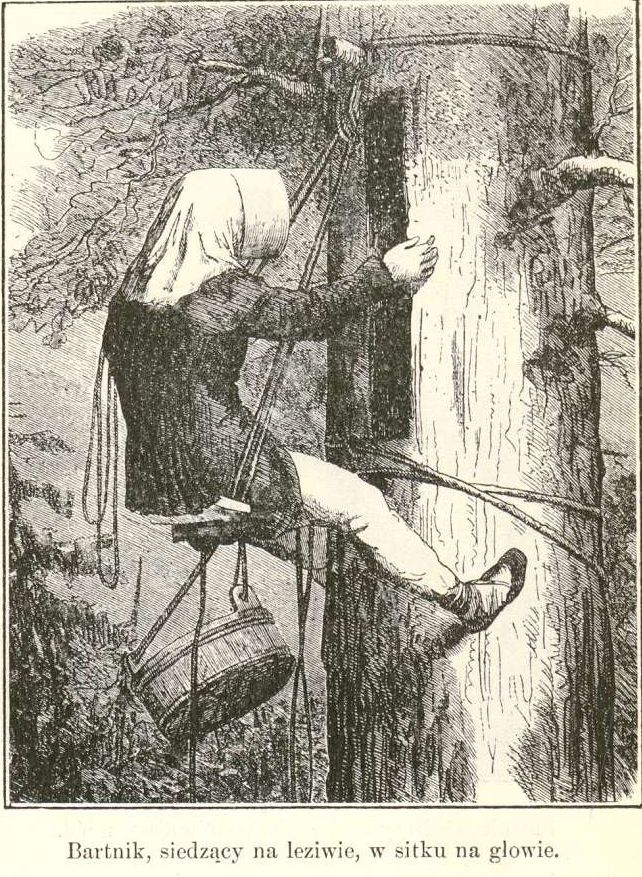
Un apiculteur soigne une ruche dans un arbre.
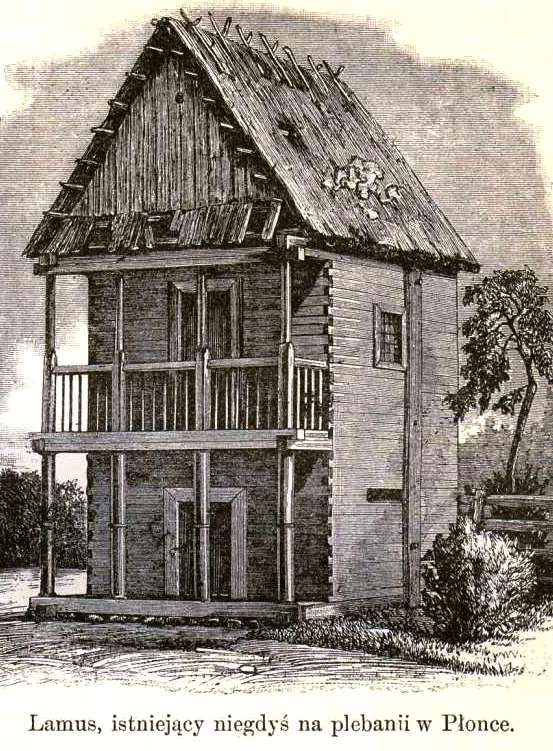
Ancien grenier.
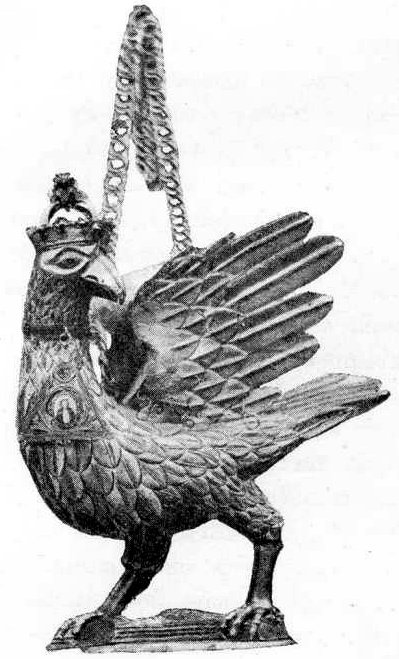
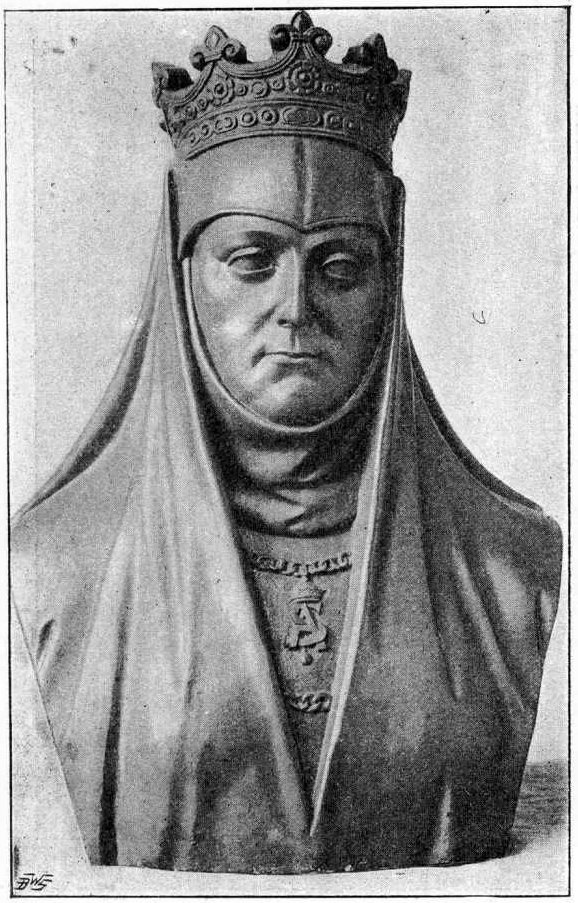
Buste d'Anna Jagellon dans la cathédrale du Wawel de Cracovie.
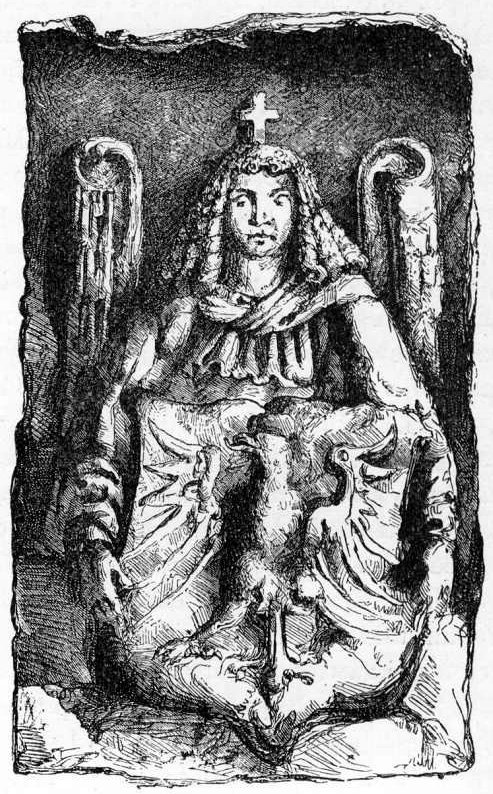

## Œuvres
- (pl) Encyklopedia staropolska ilustrowana
- (pl) Trzej rycerze
- (pl) Opis ziem zamieszkanych przez Polaków

## Source de la traduction
- (en) Cet article est partiellement ou en totalité issu de l’article de Wikipédia en anglais intitulé « Zygmunt Gloger » (voir la liste des auteurs).